# Apprehension
Der philosophische Begriff der Apprehension leitet sich vom lateinischen apprehendere (erfassen bzw. ergreifen) ab und bedeutet die geistige Erschließung und Bewusstwerdung einer Erscheinung.
Apprehension ist somit das gedankliche Begreifen einer Wahrnehmung. Dieser Begriff wurde von Thomas von Aquin bis Kant oftmals verwandt.

## Thomas von Aquin
Nach Thomas von Aquin ist die Apprehension die erste Stufe der Erkenntnis. Sie ist der Anfang des Übergangs von der Potenz (Möglichkeit) zum Akt (zum Realen). Er unterschied vier Apprehensionsformen:
1. apprehensio simplex (absoluta), das einfache und unmittelbare Erfassen
2. apprehensio actuales (inquisitiva), das untersuchende Erfassen
3. apprehensio sensualis (intellectus possibilis), das die Möglichkeiten wertende Erfassen
4. apprehensio intellectus (agens), das handelnde Erfassen

## Immanuel Kant
Nach Immanuel Kant existiert nur eine Apprehensionsform:
- Diese kommt zustande durch eine Vielzahl von Wechselwirkungen. Sie, die Apprehension, ist Kant zufolge die „unmittelbar an den Wahrnehmungen ausgeübte Handlung“ der Einbildungskraft (KrV A 120). Sie ist nach Kant ein Vorprodukt der Einbildungskraft, durch die die ungeordneten Erscheinungen „ins Gemüt kommen“ (KrV A 122). Die Einbildungskraft soll die Vielzahl der Sinneseindrücke („das Mannigfaltige der Erscheinungen“) in ein Bild, in eine „empirische Anschauung“ (KrV B 160) bringen, und damit ebendies erfolgen kann, muss die Einbildungskraft, die ein geistig visuelles Bild erschafft, vorher apprehendieren. Die Apprehension des Mannigfaltigen in der Erscheinung eines Hauses ist sukzessiv.
- Kant: „Es ist in uns ein tätiges Vermögen der Synthesis  dieses Manigfaltigen, welches wir Einbildungskraft nennen, und deren unmittelbar an den Wahrnehmungen ausgeübte Handlung ich Apprehension nenne.“ (KrV, Kapitel: Deduktion der reinen Verstandesbegriffe)
- Kant: „Die Einbildungskraft soll nämlich das Mannigfaltige der Anschauung in ein Bild bringen; vorher muss sie also die Eindrücke in ihre Tätigkeit aufnehmen, d.i. apprehendieren.“ (Ebenda)